# Zorleni
Zorleni – wieś w Rumunii, w okręgu Vaslui, w gminie Zorleni. W 2011 roku liczyła 4621 mieszkańców.